# Juan Govea
Juan José Govea Tenorio (Esmeraldas, 27 gennaio 1991) è un calciatore ecuadoriano, attaccante dell'Aviced.

## Carriera

### Club
Ha esordito nel 2010 con il Deportivo Cuenca.

### Nazionale
Ha militato nella nazionale Under-20 ecuadoriana, con cui ha preso parte al campionato mondiale di categoria del 2011. Ha esordito in nazionale maggiore nel 2011.

## Palmarès

### Club

#### Competizioni internazionali
- Coppa Sudamericana: 1

Independiente del Valle: 2019